# Retrato de Madame Charpentier
El retrato de Madame Charpentier es uno de los cuadros más conocidos del pintor francés Pierre-Auguste Renoir. Está realizado al óleo sobre lienzo. Mide 46,5 cm de alto y 38 cm de ancho. Fue pintado entre 1876 y 1877. Estuvo en el Museo del Jeu de Paume y, actualmente, se encuentra en el Museo de Orsay, de París, Francia. 

## Técnica
Este retrato está realizado aún con técnica impresionista. Es un lienzo preparatorio o esbozo de otro mayor, Madame Charpentier y sus hijos (Museo Metropolitano de Nueva York). En este caso, la retratada es una mancha blanca contra un fondo oscuro, en el que parece vislumbrarse un cortinaje floreado. Se vuelve hacia su izquierda, como si atendiera a la conversación de alguien situado a ese lado. La protagonista era la esposa de Georges Charpentier, famoso editor de música, en cuyos salones se celebraban reuniones de políticos, intelectuales y artistas.